# Armadillidium ehrenbergii
Armadillidium ehrenbergii är en kräftdjursart som beskrevs av Brandt 1833. Armadillidium ehrenbergii ingår i släktet Armadillidium och familjen klotgråsuggor. Inga underarter finns listade i Catalogue of Life.